# Скинни
Скинни (Cavia porcellus f. Skinny) — порода морских свинок с частичным отсутствием шерстяного покрова. Характеризуется наличием остаточного оволосения на голове и лапках при практически полном отсутствии шерсти на туловище. Наряду с болдуинами является одной из двух признанных бесшёрстных пород морских свинок.

## История происхождения
Современная порода скинни появилась в результате скрещивания обычных морских свинок с лабораторной бесшерстной линией. Исходная мутация была впервые зарегистрирована в 1978 году в Монреальском институте Арман Фраппье в колонии морских свинок Хартли.
В 1982 году эти животные были переданы в Charles River Laboratories для использования в дерматологических исследованиях, где была выведена стабильная аутбредная линия с сохранённым тимусом и нормальной иммунной системой.

## Особенности породы

### Физиология
Физиологически скинни практически идентичны обычным морским свинкам, однако имеют некоторые специфические особенности:
- Повышенный на 20-30 % метаболизм для поддержания температуры тела
- Оптимальная температура содержания около 40 градусов цельсия[4]
- Повышенная чувствительность кожи, схожая по строению с человеческой[7]
- Повышенный риск кератита и других офтальмологических заболеваний[8]

### Содержание и уход
Основные требования по содержанию:
- Обязательное indoor-содержание
- Использование мягких подстилок и домиков-грелок[6]
- Защита от прямых солнечных лучей
- Специальный рацион с повышенным содержанием белка (18-20 %)
- Регулярный осмотр кожи и глаз

## Генетика и разведение
Ген бесшерстности (hr) является рецессивным. Профессиональные заводчики рекомендуют ауткроссинг каждые 2-3 поколения для поддержания здоровья породы.
Особой разновидностью являются так называемые «оборотни» — скинни с необычно обильным оволосением, которое может изменяться в зависимости от гормонального статуса.
Отдельно следует отметить болдуинов — другую бесшёрстную породу, отличающуюся: полным отсутствием шерсти у взрослых особей, другим генетическим механизмом (ген f), особенностями развития (рождаются с шерстью).

## ссылки
- Информация об уходе за скинни и ссылки на дополнительные источники на Guinea Lynx Records